# L'uomo dai denti tutti uguali
L'uomo dai denti tutti uguali (The Man Whose Teeth Were All Exactly Alike) è un romanzo di Philip K. Dick, scritto nel 1960 e pubblicato postumo, per la prima volta nel 1984.
Appartiene ai romanzi realistici (mainstream) dello scrittore statunitense, riconosciuto tra i maggiori scrittori di fantascienza.
L'ambientazione è simile a quella di Cronache del dopobomba e i protagonisti sono normali esponenti del ceto medio, come in molti altri romanzi fantascientifici di Dick.

## Trama
Negli anni '50 a Carquinez, una tranquilla località nella contea di Marin, non molto distante da San Francisco, vivono, con le rispettive mogli, l'agente immobiliare Leo Runcible e il grafico pubblicitario Walt Dombrosio. 
Dombrosio è contento della propria vita, anche se deve fare i conti con una moglie ambiziosa e con smanie di dominio; Runcible è il classico arrampicatore sociale, sempre in cerca di affari da concludere, ben deciso a fare di Carquinez una cittadina modello. E quando una vendita va in fumo perché i suoi clienti ("gente rispettabile"…) vedono entrare un afroamericano (per loro semplicemente "un negro") in casa di Walt Dombrosio, Runcible comincia a sviluppare una spiccata ostilità per il suo vicino. Giunge così a fare una segnalazione anonima alla polizia riguardo ad un piccolo incidente causato da Walt che, positivo all'alcol test, si vede ritirata la patente per sei mesi.
Walt è allora costretto a dipendere dalla moglie Sherry che lo accompagna tutti i giorni a San Francisco e che, forte di questa nuova condizione, pretende di emanciparsi cercando un lavoro. Sherry ha un'istruzione elevata, ha classe, forse anche talento e si sente sprecata a fare la casalinga. D'altra parte in quegli anni, un uomo che facesse lavorare la moglie dava di sé un'immagine di perdente, dunque la lotta di Sherry è vissuta da Walt come una battaglia per distruggerlo. A peggiorare la situazione già critica per i nervi di Walt c'è il fatto che la moglie abbia un'opportunità di lavoro proprio nella sua azienda. Sul suo capo, che della moglie apprezza la classe e la bella presenza, Walt scarica tutta la tensione accumulata, venendovi alle mani nonostante una vecchia amicizia. Con il conseguente licenziamento si vede costretto a rimanere tutti i giorni in casa, non avendo ancora ripreso la patente, mentre la moglie che è stata assunta è ora l'unica risorsa della famiglia. In profonda crisi, proprio in un'occasione in cui la tensione con la moglie sembra potersi momentaneamente dissolvere in una riscoperta passione amorosa, Walt riafferma nel peggior modo possibile la propria virilità possedendo Sherry con la forza.
Nel frattempo Leo, che vive un rapporto non meno conflittuale con la moglie Janet, debole e alcolizzata, ritrova uno strano teschio di un uomo dai denti tutti uguali. Un uomo di Neanderthal? Leo si convince che sia così, immaginando già che la risonanza mediatica di un evento di questo genere e la creazione di un sito archeologico, aumenterebbero considerevolmente il valore di tutte le aree circostanti. In realtà si tratta di una burla organizzata per rappresaglia da Walt, che costruendo per lavoro simulacri di merci per campagne pubblicitarie, ha messo mano a vecchi resti umani in maniera da farli sembrare reperti di interesse archeologico.
E quando una perizia sul teschio ne rivela il falso, per Runcible la sconfitta è amarissima, perché poi si scopre anche che quel teschio, effettivamente deforme, apparteneva a un membro di una delle famiglie originarie della zona (i cosiddetti chupper), che soffrivano di malformazioni della mascella, forse da attribuirsi al consumo dell'acqua inquinata della falda locale.
Qualche mese dopo, per rimediare al possibile disastro economico dell'intera comunità, Runcible ha acquistato il locale acquedotto e assicurato acqua sana a tutti, trovandosi però lui stesso sul lastrico. A casa Dombrosio le cose sono tornate a posto per volontà dell'uomo di casa che prima ha messo incinta sua moglie e poi l'ha costretta a non abortire obbligandola, di fatto, a smettere di lavorare. Pensando al figlio che sta per nascere, Walt ha poi una cupa visione di uno scenario futuro nel quale la coppia deve affrontare i gravi problemi legati alla mascella del loro bambino, nato con la stessa malformazione del teschio da lui utilizzato per la burla al vicino.
In definitiva gli attriti non sono affatto appianati e tutti devono temere per il proprio futuro.

## Edizioni
- Philip K. Dick, The Man Whose Teeth Were All Exactly Alike, Ziesing, 1984.
- Philip K. Dick, L'uomo dai denti tutti uguali, traduzione di Vittorio Curtoni, collana AvantPop n° 2, Fanucci, 1999,  p. 320.
- Philip K. Dick, L'uomo dai denti tutti uguali, traduzione di Maurizio Nati, collana Collezione Dick n° 29, Fanucci, 2006,  p. 331, ISBN 88-347-1182-3.